# Berkowiza

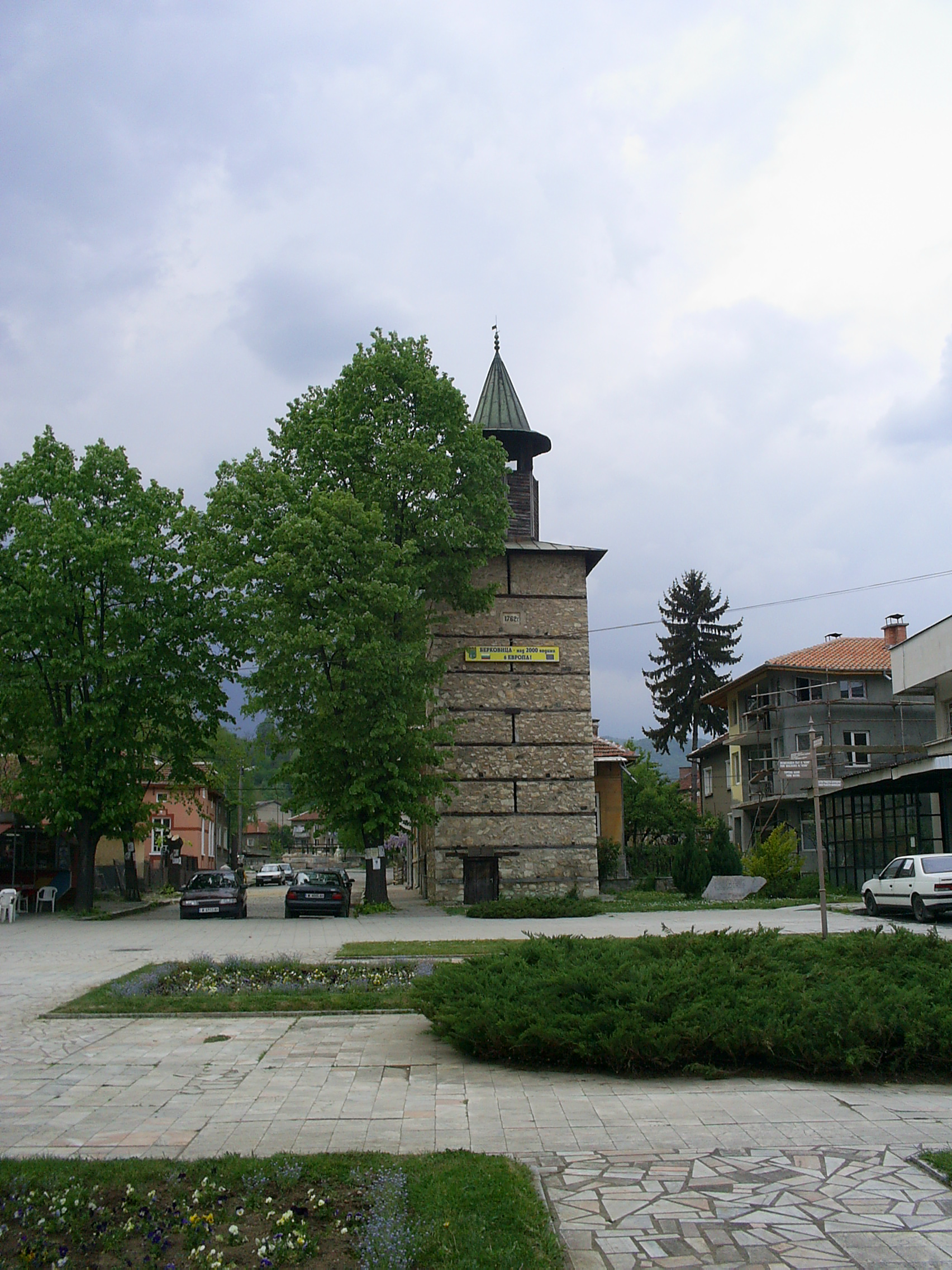
Ausblick auf dem zentralen Platz von Berkowiza mit dem Uhrturm

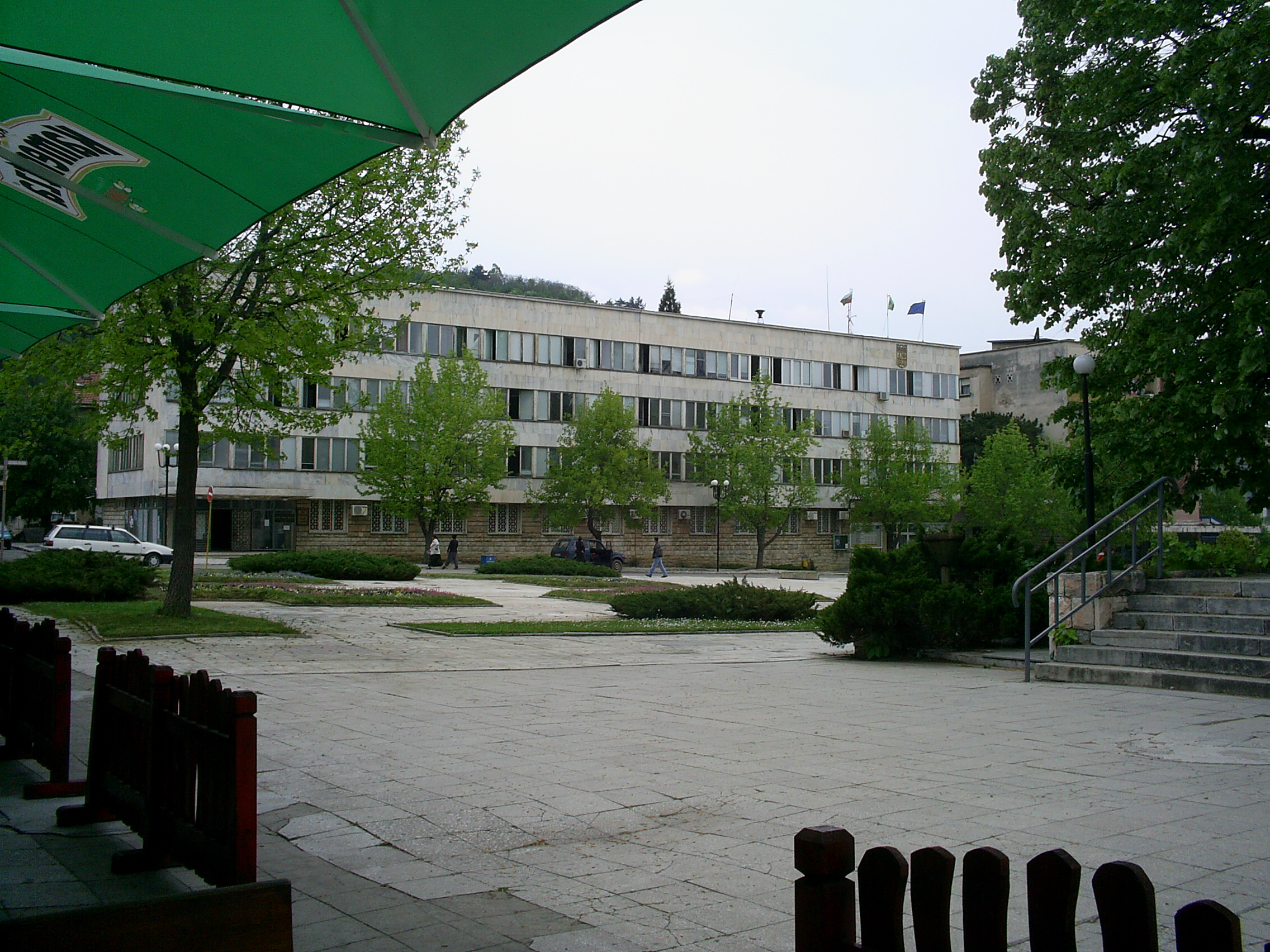
Verwaltungsgebäude und Gericht der Gemeinde Berkowiza

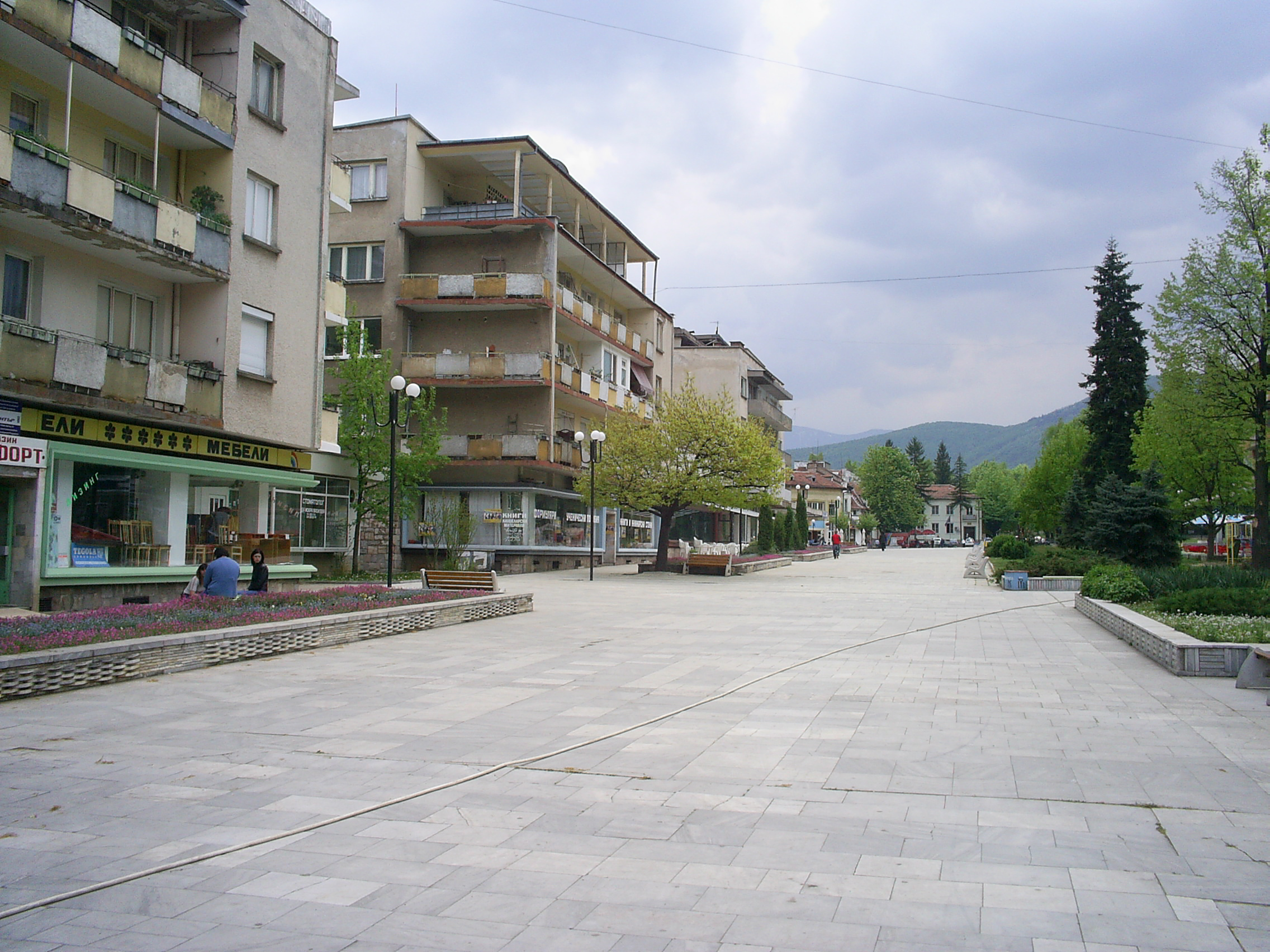
Das Stadtzentrum

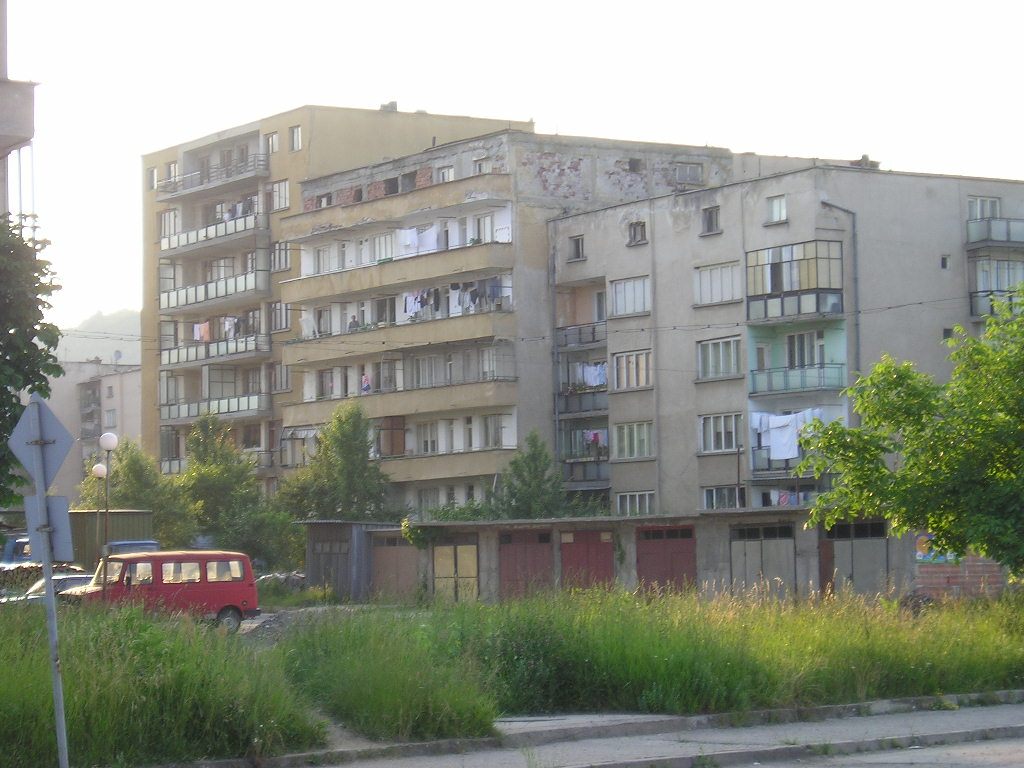
Wohnblock in Berkowiza

Berkowiza (auch Berkovitsa; bulgarisch Берковица) ist eine Stadt im Nordwesten Bulgariens. Sie liegt in der Oblast Montana und ist in der Oblast die drittgrößte Stadt nach Montana und Lom. Berkowiza ist das administrative Zentrum der gleichnamigen Gemeinde Berkowiza.

## Geografie
Berkowiza liegt am Fuße des Balkangebirges, im Südwestteil, 12 km von der Grenze nach Serbien. Nach Montana sind es 23 km Richtung Nordwesten und nach Sofia 80 km Richtung Süden. Nach Warschez im Südosten sind es 12 km.
Berkowiza liegt im südwestlichen Teil des gleichnamigen Berkowiza-Talkessels. Durch die Stadt fließt der Fluss Berkowiza (Berkowskata Reka).
Südwestlich der Stadt, in 10 km Luftlinie (18 km Wegstrecke) liegt der Berg Kom (2016 m über dem Meeresspiegel).

## Geschichte

### Antike
Der thrakische Stamm der Moesi siedelte seit der ersten Hälfte des 1. Jahrtausends v. Chr. in der Region. Ab der Mitte des 1. Jahrtausend v. Chr. siedelte hier der thrakische Stamm der Triballer. Auf den Anhöhen, die die heutige Stadt Berkowiza umgeben, bauten die Thraker an strategischer Stelle eine Burg.
Die Thraker bauten Getreide an, hielten Schafe, bearbeiteten Eisen und schürften Gold in den Flüssen Slatiza und Wreschtiza. Um die Zeitenwende siedelten sich die Römer in der Region an. Sie romanisierten die thrakische Bevölkerung.
Zu dem archäologischen Funden aus dieser Zeit gehören eine römische Villa rustica bei dem Dorf Kalimaniza und die Ruinen der Festung bei Berkowiza („Berkowsko Kale“). Im Ethnografischen Museum von Berkowiza werden archäologische Funde aus dieser Zeit ausgestellt: Steinplastiken, Schmuck, Münzen, Arbeitsgeräte, Waffen, Keramiken.
Berkowiza ist die Nachfolgesiedlung einer alten befestigten Siedlung an der Straße von Sofia nach Lom. Die Siedlung war bereits während der Herrschaft von König Kalojan (1197–1207) bekannt und wurde während des Königreiches von Widin als Grenzsiedlung bezeichnet.

### Mittelalter und osmanische Herrschaft
Mit dem Untergang des Ersten Bulgarenreiches kam Berkowiza zum Byzantinischen Reich, dann zum Zweiten Bulgarenreich und danach zum Osmanischen Reich. Während der Herrschaft des Osmanischen Reiches war Berkowiza „Kreisstadt“ (Kaza).
Erstmals wurde Berkowiza 1488 in osmanischen Dokumenten erwähnt.
Es gab zahlreiche größere Aufstände in Berkowiza und der Region – 1408–1413, 1688 (Tschirpowskoto Wastanie), 1689. Deshalb wurden 1717 in Berkowiza 1200 Mann osmanische Truppen stationiert, um die hier lebenden Türken vor den Übergriffen der Bulgaren zu schützen. Trotzdem kam es zu erneuten Aufständen in der Region – 1737, 1836 (der große Aufstand von Berkowiza, unter Führung von Mantscho Punin, 4000 Aufständische), 1837 (Warbanpenowo-Aufstand, unter der Führung von Warban Penow, 2000 Aufständische).
Noch vor dem Ende der osmanische Herrschaft über die bulgarischen Gebiet 1878 wurden 1870 zwei bulgarische Schulen gebaut und 1871 die Kirche „Sweti Nikolaj Tschudotworez“ (Nikolaus von Myra). Die Kirche wurde von dem Baumeister von Georgi Nowakow Dschongar erbaut. Der Altar wurde von Dimitar Fandakow angefertigt. Die Ikonen in der Kirche sind von Konstantin Angelow und Danail aus der Stadt Štip (Mazedonien). Die Tschitalischte wurde 1872 gegründet.
Die Vorbereitungen zum Aprilaufstand (1876) wurden auch in Berkowiza durchgeführt. Bei Ausbruch des Aufstandes blieb dann jedoch Berkowiza und ganz Nordwestbulgarien passiv. Trotzdem wurden 24 Mitglieder und Aktivisten der Revolutionskomitees in Berkowiza wegen Vorbereitung und Beteiligung am Aufstand von der osmanischen Macht verhaftet. Acht von ihnen wurden verurteilt und in der Festung von Widin eingesperrt.
Am 8. Juli 1876 tauchte der Wojwode Panajot Chitow mit seiner Tscheta in der Stadt auf und in der ganzen Region brach ein Aufstand los. Der Aufstand wurde von den Osmanen niedergeschlagen.
Während des Russisch-Osmanischen Krieges (1877–1878) dauerte der Kampf der russischen Truppen um die Befreiung der Stadt von den Osmanen einen ganzen Monat (vom 3. November bis 4. Dezember 1877), bis die osmanischen Truppen in Berkowiza von den russischen Truppen niedergerungen wurden. Die 4. Charkower Division der Ulanen unter Oberst Ertel marschierte von Norden kommend in die Stadt ein und befreite die Stadt endgültig von der osmanischen Herrschaft.
Nach der Befreiung blieb die Stadt Kreisstadt, entwickelte sich aber nur relativ langsam und verlor allmählich seine wirtschaftliche Bedeutung. Viele Dörfer wurden aus dem Kreis ausgegliedert. Eine Reihe von Handwerken verschwanden. Die Bevölkerung verdiente ihren Lebensunterhalt mit Landwirtschaft, Fuhrwerkstransporten und Töpferei.
Wegen der Armut und des Elends in der Region fielen die sozialistischen und kommunistischen Ideen auf einen fruchtbaren Boden. ein Aktivist war Dimitar Filopow, nach dem heute in Berkowiza eine Straße und eine Schule benannt ist und dem ein Denkmal errichtet wurde.
Georgi Dimitrow und Kamen Toschew wurden 1914 in Berkowiza unter der sozialdemokratischen Fahne zu
Volksvertretern gewählt. In Berkowiza und 14 umliegenden Dörfern wurden 1919 kommunistische Kommunen gegründet.
Während des Septemberaufstandes 1923 ging die Macht in Berkowiza und den umliegenden Dörfern in die Hände der Kommunisten. die blutigen Kämpfe dieser Zeit waren die Grundlage für eine ganze Literaturrichtung in der bulgarischen Literatur, die unter dem Namen Septemberliteratur bekannt ist. ein Vertreter davon ist beispielsweise Geo Milew.
In der zweiten Hälfte des 20. Jahrhunderts nahm die Stadt einen wirtschaftlichen Aufschwung. Es entstanden viele Betriebe der Holzverarbeitung, Marmor-, Kunststoff- und Metallverarbeitung, sowie für Schleifstoffe.

## Kultur und Sehenswürdigkeiten

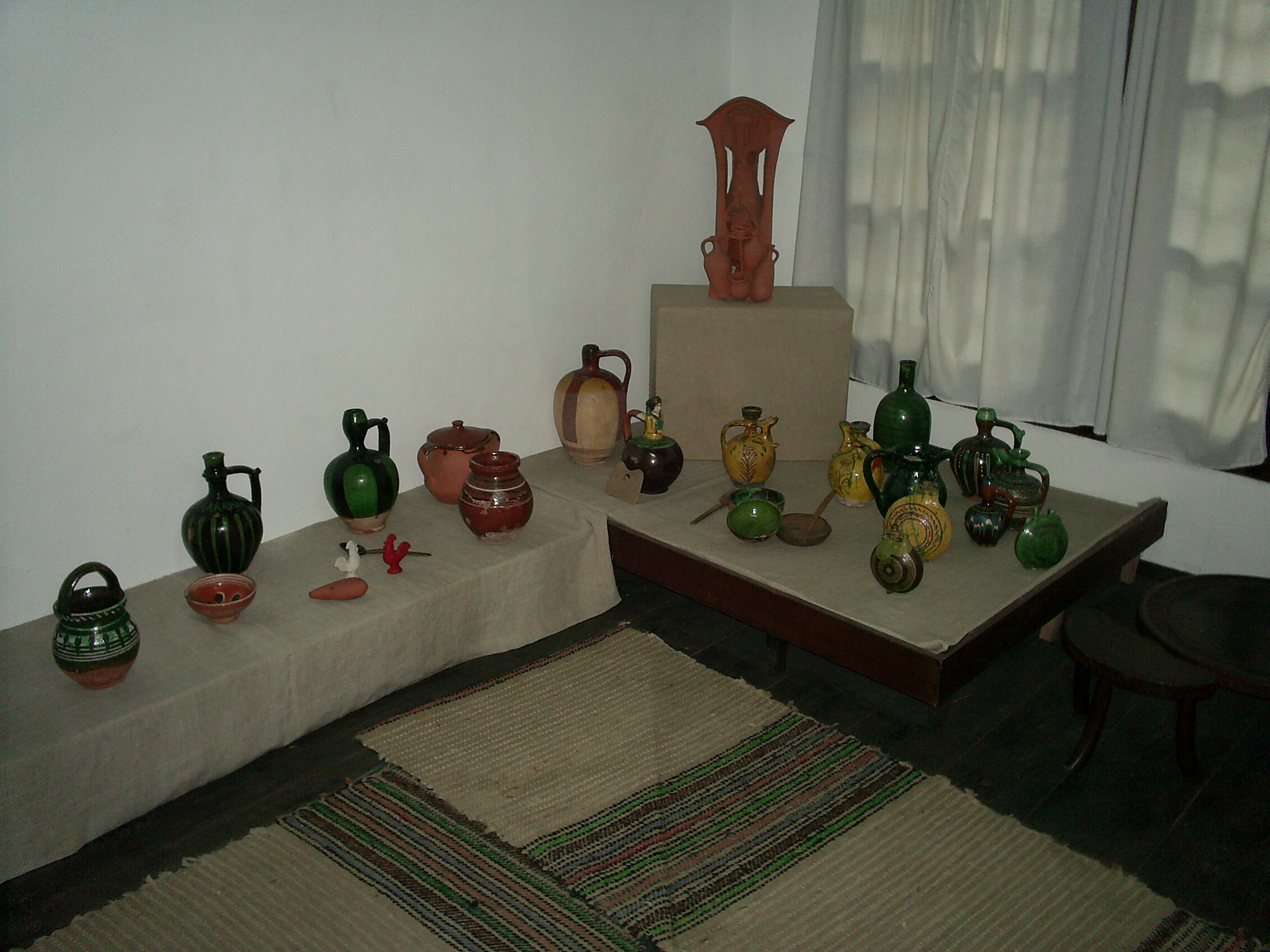
Ausstellung im Historischen Museum von Berkowiza

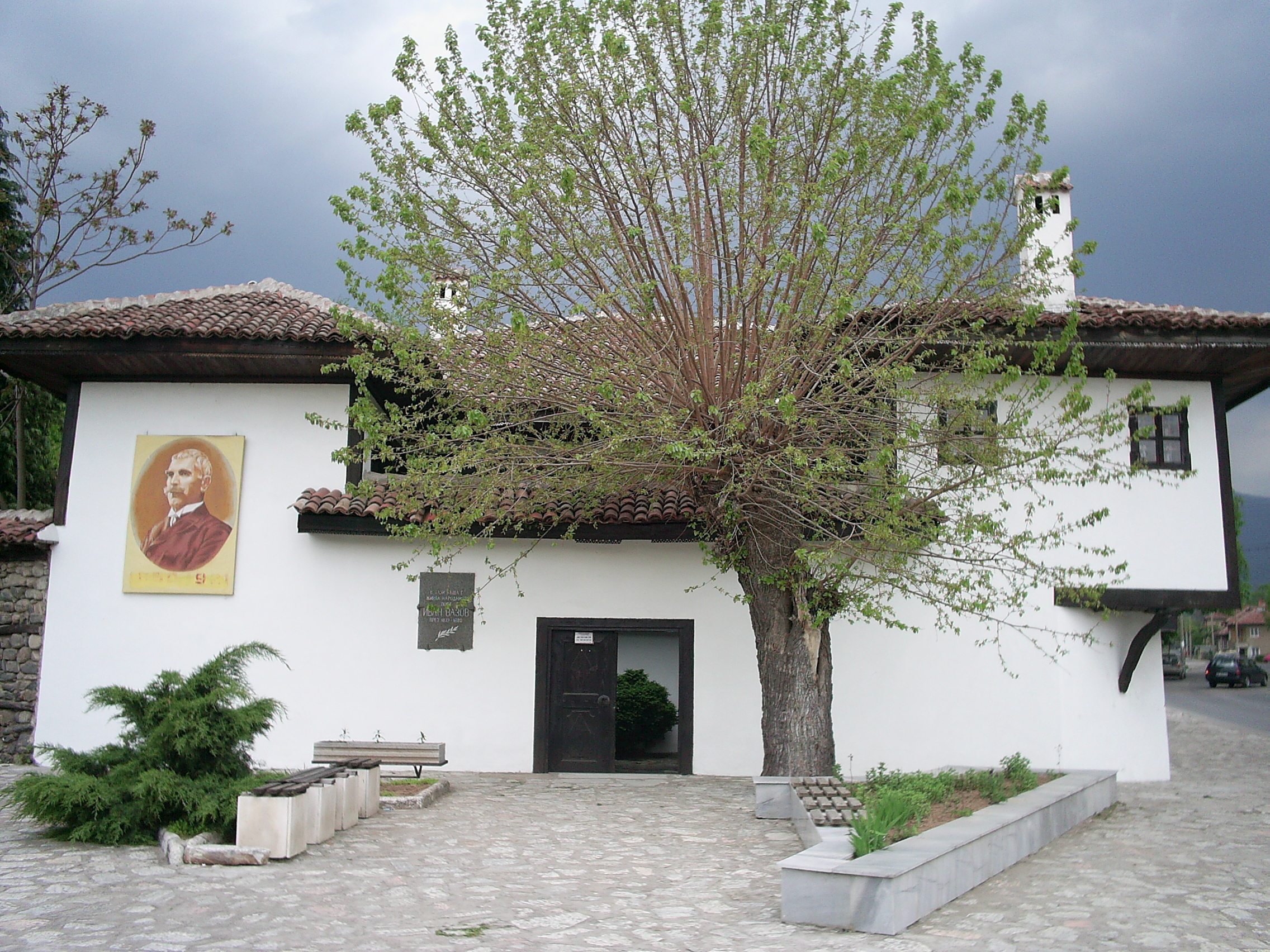
Museums-Haus „Iwan Wasow“

Berkowiza zählt zu den 100 nationalen touristischen Objekten Bulgariens. Südwestlich der Stadt, in 10 km Luftlinie (18 km Wegstrecke) liegt der Berg Kom (2016 m über dem Meeresspiegel). Der Stempel für die 100 nationalen touristischen Objekte befindet sich in der Berghütte Kom (16 km von Berkowiza), zu der eine asphaltierte Straße führt. 12 km südöstlich liegt der Berg Todorini Kukli (1785 m).
Zentral, im Herzen der Stadt, liegt der Hügel Berkowsko Kale (515 m). von hier aus lässt sich die ganze Stadt überschauen. Im Altertum verteidigten sich die Thraker von hier aus gegen Eindringlinge.
Die Gegend „Sinija Wir“ liegt 5 km außerhalb der Stadt, neben einem kleinen See. Sehenswert sind auch die Wasserfälle „Chaiduschkite Wodopadi“.
Die Kirche „Sweti Nikolaj Tschudotworez“ (siehe oben).

### Museen
In der Stadt gibt es ein Ethnografisches Museum und das Museumshaus „Iwan Wasow“. Iwan Wasow war unter anderem von 1879 bis 1880 Richter in Berkowiza.

### Regelmäßige Kulturereignisse
- das Festival des Kinderliedes und der Kunst „Latscheni Obuwki“,
- BERKSTOCK – ein Rockfestival mit internationaler Beteiligung,
- das Folklorefestival „Aschiklar pee i tanzuwa“,
- das Fest des Balkangebirges von Berkowiza – Ende des Sommers
- das Fest der „Wilden Himbeeren“, das bei der Berghütte Kom stattfindet.

## Städtepartnerschaften
- Dserschinski, Russland[3]
- Zaječar, Serbien
- Dimitrovgrad, Serbien

## Söhne und Töchter der Stadt
- Emil Markow (1905–1943), Anführer der bulgarischen kommunistischen Bewegung
- Dobrin Spassow (1926–2010), Philosoph, Hochschullehrer und Politiker
- Pawlina Filipowa (* 1975), Biathletin
- Marija Sdrawkowa (* 1998), Biathletin
- Dewa-Marija Dragiewa (* 2000), Sprinterin